# 東洋紡岩国硬式野球部
東洋紡岩国硬式野球部（とうようぼういわくにこうしきやきゅうぶ）は、山口県岩国市に本拠地を置き、日本野球連盟に加盟していた社会人野球の企業チームである。1976年10月に解散した。
運営母体は、紡績事業を行う東洋紡績。

## 概要
1949年9月、山口県岩国市にある東洋紡績の岩国工場で『東洋紡岩国硬式野球部』として創部。
1958年、都市対抗野球に初出場を果たす。1972年、6回目の出場となった都市対抗野球で初勝利をあげる。
1976年、不況によるチーム維持の困難を理由に10月14日付けで解散することとなった。

## 沿革
- 1949年 - 山口県岩国市を本拠地に置き、『東洋紡岩国』として創部。
- 1958年 - 都市対抗野球に初出場（初戦敗退）。
- 1976年 - 10月14日付けで解散。

## 主要大会の出場歴・最高成績
- 都市対抗野球大会 - 出場6回
- JABA徳山(スポニチ)大会 - 優勝2回（1972、1974年）

## 主な出身プロ野球選手
- 中本富士雄（投手） - 1958年に広島カープに入団
- 石原碩夫（投手） - 1961年に東映フライヤーズに入団
- 植田征作（内野手） - 1961年に西鉄ライオンズに入団
- 高月敏文（内野手） - 1975年ドラフト6位で広島東洋カープに入団
- 渡辺純志（内野手） - 1976年ドラフト5位で阪神タイガースに入団
- 鳥原公二（投手） - 廃部に伴い日立製作所に移籍し、1977年ドラフト5位でヤクルトスワローズに入団

## かつて在籍していた主な選手・コーチ・監督
- 脇村春夫 - 選手として在籍。2019年に野球殿堂顕彰者に選出。